# ایلونا دایبوکات
ایلونا دایبوکات (مجاری: Ilona Dajbukát؛ ۱۴ نوامبر ۱۸۹۲ – ۲۲ ژانویه ۱۹۷۶) بازیگر اهل مجارستان بود.
از فیلم‌ها یا مجموعه‌های تلویزیونی که وی در آن‌ها نقش داشته‌است، می‌توان به یک لیوان آبجو اشاره نمود.